# Književnost u 1775.
◄◄ | ◄ | 1772. | 1773. | 1774. | 1775.  | 1776. | 1777. | 1778. | ► | ►►
Arhitektura • Astronomija • Biologija • Glazba • Kazalište • Kemija • Kiparstvo • Knjige • Književnost • Kršćanstvo • Medicina • Politika • Pravo • Promet • Slikarstvo • Znanost
Književnost u 1775.

## Svijet

### Rođenja
- 16. prosinca – Jane Austen, engleska spisateljica romana (* 1817.)

## Vanjske poveznice
|  | Zajednički poslužitelj ima još gradiva o temi Književnost u 1775. |